# Thomas Matthys
Thomas Matthys, (Leuven, 4 september 1985) is een gewezen Belgische atleet, die zich had toegelegd op de middellange afstand. Hij nam eenmaal deel aan de Europese kampioenschappen en veroverde één Belgische titel.

## Biografie
Matthys werd in 2006 voor het eerst Belgisch kampioen op de 800 m. Hij nam dat jaar op dat nummer ook deel aan de Europese kampioenschappen, waar hij werd uitgeschakeld in de halve finales.

### Clubs
Matthys was aangesloten bij AC Break en stapte in 2008 over naar Vilvoorde AC.

## Belgische kampioenschappen
| Onderdeel | Jaar |
| --------- | ---- |
| 800 m     | 2006 |

## Persoonlijke records
| Onderdeel | Prestatie | Datum        | Plaats         |
| --------- | --------- | ------------ | -------------- |
| 800 m     | 1.45,75   | 22 juli 2006 | Heusden-Zolder |
| 1500 m    | 3.46,63   | 8 mei 2010   | Brussel        |

## Palmares

### 800 m
- 2004: 5e in ½ fin. WK U20 in Grosseto – 1.50,41
- 2005: 3e in ½ fin. EK U23 in Erfurt – 1.49,73
- 2005: 7e in ½ fin. Universiade in Izmir – 1.49,07
- 2006:  BK AC - 1.52,64
- 2006: 5e in ½ fin. EK in Göteborg – 1.49,65
- 2007: 8e op EK U23 in Debrecen – 1.51,21
- 2007:  BK AC - 1.53,28
- 2008:  BK AC - 1.54,16